# Ivajlovgrad
Ivajlovgrad (Bulgaars: Ивайловград) is een stad gelegen in de Zuid-Bulgaarse oblast Chaskovo. Ivajlovgrad is het administratieve centrum van gemeente Ivajlovgrad. De stad ligt ten oosten van het Rhodopegebergte. Op 31 december 2018 telde de stad Ivajlovgrad 3.233 inwoners en de gemeente Ivajlovgrad 5.692 inwoners.
De stad is genoemd naar de 13e-eeuwse Bulgaarse tsaar Ivajlo.

## Bevolking
Op 31 december 2018 telde het stadje Ivajlovgrad 3.233 inwoners. De gemeente Ivajlovgrad, die naast de stad Ivajlovgrad ook uit 49 dorpen op het platteland bestaat, telde in dezelfde periode 5.692 inwoners. De meeste dorpen op het platteland zijn erg dunbevolkt en tellen gemiddeld minder dan 50 inwoners. De grootste bevolkingsgroep vormen etnische Bulgaren, zowel in de stad Ivajlovgrad (99%) als in de gemeente Ivajlovgrad (88%). In de dorpen Belopoltsi, Kobilino, Konnitsi en Rozino wonen hoofdzakelijk Bulgaarse Turken. De meeste  Roma in Ivajlovgrad wonen in het dorp Zjelezino en vormen daar 16% van de bevolking.

## Steden en dorpen
- Mandritsa

## Religie
Ongeveer 80% van de inwoners van de gemeente is blijkens een volkstelling uit 2011 lid van de Bulgaars-Orthodoxe Kerk. Verder hebben 394 inwoners (8%) zichzelf islamitisch verklaard. De overige inwoners zijn niet-religieus (3,8%), katholiek (1,1%) of protestants (0,3%).